# Ẳng Nưa
Ẳng Nưa là một xã thuộc huyện Mường Ảng, tỉnh Điện Biên, Việt Nam.

## Địa lý
Xã Ẳng Nưa nằm ở phía tây của huyện Mường Ảng, có vị trí địa lý:
- Phía đông giáp thị trấn Mường Ảng và xã Ẳng Cang
- Phía tây giáp huyện Điện Biên
- Phía nam giáp xã Ẳng Cang
- Phía bắc giáp các xã Mường Đăng, Ngối Cáy và Ẳng Tở.

Xã Ẳng Nưa có diện tích 24,92 km², dân số năm 2022 là 4.056 người,  mật độ dân số 162 người/km².

## Hành chính
Xã Ẳng Nưa được chia thành 10 bản.

## Lịch sử
Ngày 30 tháng 3 năm 1967, Bộ Nội Vụ ban hành Quyết định số 122/QĐ-NV về việc thành lập xã Ẳng Nưa trên cơ sở 7 bản: Lé, Cụ, Ná Luống, Pom Bâu, Tát Khiếng, Bó Mạy, Hùa Lé của xã Mường Ẳng.
Ngày 26 tháng 5 năm 1997, Chính phủ ban hành Nghị định số 52-CP về việc thành lập thị trấn Mường Ẳng (nay là thị trấn Mường Ảng) trên cơ sở 502 ha diện tích tự nhiên và 2.900 người của xã Ẳng Nưa.
Sau khi điều chỉnh địa giới hành chính, xã Ẳng Nưa còn lại 2.880 ha diện tích tự nhiên và 3.011 người.
Ngày 14 tháng 11 năm 2006, Chính phủ ban hành Nghị định số 135/2006/NĐ-CP về việc:
- Điều chỉnh 2.604 ha diện tích tự nhiên và 58 nhân khẩu của xã Ẳng Nưa về thị trấn Mường Ẳng (nay là thị trấn Mường Ảng) quản lý.
- Chuyển xã Ẳng Nưa thuộc huyện Tuần Giáo về huyện Mường Ảng mới thành lập quản lý.

Sau khi điều chỉnh địa giới hành chính, xã Ẳng Nưa còn lại 2.498,716 ha diện tích tự nhiên và 2.869 nhân khẩu.
Ngày 26 tháng 8 năm 2019, HĐND tỉnh Điện Biên ban hành Nghị quyết số 124/NQ-HĐND về việc sáp nhập bản Na Hán vào bản Na Luông.